# Bromista (DC Comics)
El Bromista (Oswald Hubert Loomis) conocido asimismo como Prankster y Trickster (Inglés: Joker), es un personaje ficticio, un supervillano en el universo de DC Comics y principalmente un enemigo de Superman. El truco particular del Bromista es el uso de varios chistes y bromas pesadas para cometer sus crímenes.

## Historial de publicaciones
El Bromista apareció por primera vez en Action Comics # 51 (agosto de 1942) y fue creado por Jerry Siegel y John Sikela.

## Biografía ficticia

### Versiones Golden y Silver Age
El Bromista original es Oswald Loomis, un criminal y estafador que usa bromas pesadas elaboradas y campañas publicitarias para cometer delitos. En su debut en Action Comics # 51, el Bromista y sus asistentes irrumpen en una serie de bancos y obligan a los empleados a aceptar dinero. Incluso arrojan dinero a la gente en las calles. Después de hacerse famoso por esta broma, el Bromista entra en otro banco, y esta vez se lleva todo el dinero, y también a Lois Lane como rehén. Superman, que sospechaba que el Bromista no tramaba nada bueno, lo sigue a su guarida. El Bromista sella a sus secuaces y a Lois detrás de una hoja de vidrio y libera un gas mortal, pero Superman logra rescatarlos y recuperar el dinero. Sin embargo, el Bromista puede escapar.
El Bromista regresó varias veces para plagar al Hombre de Acero durante la Edad Dorada y Plateada. Uno de sus esquemas más novedosos fue visto en Superman # 22 (mayo/junio de 1943). El Bromista, con el respaldo de varios líderes criminales, presenta un derecho de autor para poseer el idioma inglés. Una vez que obtiene la propiedad legal del alfabeto, el Bromista comienza a exigir el pago de cualquiera que use la palabra escrita. Superman al principio no puede hacer nada, ya que el Bromista no está infringiendo la ley. Eventualmente, Superman descubre que el Bromista había contratado a un impostor para reemplazar al registrador en la oficina de derechos de autor, y entrega al Bromista a las autoridades.
La última aparición del Bromista en la Edad de Plata está en la historia con guion de Alan Moore, ¿Qué le pasó al hombre del mañana? (Superman # 423). El Bromista, junto con el Toyman, son manipulados sin saberlo por Mister Mxyzptlk para descubrir la identidad secreta de Superman. Lo logran después de secuestrar a Pete Ross y torturarlo para sacarle la información, y luego matarlo. Después de lograr desenmascarar a Clark Kent frente a Lana Lang y otros ametrallando a él y revelando su disfraz debajo de su ropa, el Bromista y Toyman son capturados por Superman.

### Versión de la Edad Moderna
La primera aparición del Bromista de la era moderna fue en Superman vol. 2 # 16 (abril de 1988), en una historia escrita y dibujada por John Byrne. El comediante Oswald Loomis es el presentador del programa de variedades para niños de larga duración llamado El Show del Tío Oswald. Cuando las calificaciones comienzan a caer, el programa es cancelado por su red WGBS. Loomis se encuentra encasillado e incapaz de obtener un nuevo empleo. Amargado porque su tren de salsa ha llegado a su fin, Loomis busca vengarse de los ejecutivos de la red que fueron responsables de la cancelación de su programa (incluido Morgan Edge), pero es frustrado por Superman. Esto resultó ser un objetivo intencional para el Bromista, ya que sabía que no podía oponerse seriamente a Superman, por lo que se rindió inmediatamente al enfrentarse al superhéroe con planes para explotar la atención de los medios mientras estaba en prisión.
En Adventures of Superman # 579 (junio de 2000), Loomis reaparece con un cuerpo más joven y atlético, presumiblemente otorgado por la magia de Lord Satanus. Su personalidad también ha cambiado; ya no es un tonto inepto, ahora es un embaucador maníaco que busca dar rienda suelta a su retorcida risa en el mundo. En este momento, Metrópolis ha sido mejorado por Brainiac 13. El Bromista se aprovecha de la nueva tecnología, creando artilugios y armamento de alta tecnología, que conservan un tema cómico. Rápidamente desafía a Superman nuevamente. Superman sufre envenenamiento con Kryptonita durante la batalla y poco después es hospitalizado en S.T.A.R. Labs.
Durante la historia de Condición Crítica, los científicos descubren que la causa de la enfermedad de Superman es un nanovirus que lleva un pequeño grano de kryptonita. Propusieron encoger a Steel, Superboy y Supergirl a un tamaño microscópico y enviarlos al torrente sanguíneo de Superman para destruir el virus. Sin embargo, el Bromista somete a Steel, roba su armadura e intenta sabotear sus esfuerzos. Él usa la armadura para atacar a un Superboy temporalmente indefenso antes de que el verdadero Steel llegue a la escena, tomando el control de su martillo a través de un control remoto y dañando la armadura debido a su conocimiento de sus debilidades. El Bromista escapó mediante teletransportación.
El Bromista es contratado más tarde por Lord Satanus para secuestrar a metahumanos con personalidades duales, en particular aquellos con una dualidad luz / oscuridad. Satanus espera ganar fuerza extrayendo poder de las personalidades más oscuras de estos individuos. Superman frustra este plan y el Bromista desaparece después de que Satanus es derrotado. Cuando Manchester Black revela la identidad de Superman, el Bromista es uno de los muchos villanos involucrados en la campaña para destruir la vida de Superman, aunque olvida la identidad de Superman cuando Black es derrotado.
En una historia de Un año después, Lex Luthor contrata al Bromista para causar estragos en Metrópolis. Mientras Green Lantern y Hawkgirl derriban a Loomis y su ejército de semáforos, su alboroto es solo una distracción mientras Luthor saca al Hombre Kryptonita de la prisión.
Aparentemente inspirado por su turno de trabajo para Luthor, Prankster ha asumido una nueva personalidad como distracción a sueldo. En lugar de cometer delitos él mismo, ahora los delincuentes lo contratan para distraer a Superman y a la policía con sus bromas mientras cometen delitos. Ofrece un descuento a cualquier cliente cuyos planes incluyan a Superman, ya que ve la participación del Hombre de Acero como "el mejor tipo de publicidad gratuita". Su nueva empresa aparentemente ha demostrado ser bastante lucrativa, ya que puede permitirse una guarida de alta tecnología. Encima se encuentra una tienda de bromas aparentemente normal llamada 'Tienda de bromas Sure Fire del tío Oley'. No es normal, ya que incluye una trampilla móvil. El Bromista también tiene alrededor de media docena de hermosas asistentes, que hacen muchas cosas por él, como monitorear Metrópolis o servirle el desayuno. Aunque el Bromista los incita a que le hagan bromas, no siempre lo hacen, porque temen sus represalias. Insiste en no compartir nunca sus dispositivos de alta tecnología con los clientes, considerándose "un artista, no un armero".
Fue visto entre la nueva Liga de la Injusticia y es uno de los villanos que aparecen en Salvation Run.
Bromista estaba entre los muchos villanos de Superman que fueron detenidos y colocados en la Zona Fantasma por la gente de Kandor. Superman liberó a Prankster para que lo llevaran a Belle Reve.

### The New 52
En septiembre de 2011, The New 52 reinició la continuidad de DC. En esta nueva línea de tiempo, Bromista es uno de los criminales que está plagando Chicago. Ha desactivado la New Western Station, que el alcalde Wallace Cole estaba a punto de reabrir. El alcalde de Chicago se enteró más tarde por la policía de que Bromista estaba detrás de la desactivación de New Western Station. Bromista más tarde captura a John Conaway en el Museo de Ciencia e Industria y lo envolvió con aislamiento que había vendido a docenas de propietarios de viviendas en Illinois alegando que reduciría el riesgo de electrocución, pero no funcionó y contribuyó a varias muertes. Solo para asegurarse de que el aislamiento funcione, el Bromista ha envuelto a John Conaway en él y lo ha atado a una bobina Tesla modificada. Si el aislamiento funciona, debería sobrevivir al impacto que está por llegar. Cuando la bobina está a punto de encenderse, Nightwing llegó y salvó a John Conaway, para disgusto de Bromista.
En represalia, el Bromista piratea la pantalla de visualización de Nightwing, oscureciendo su visión. Aunque Dick lo hace razonablemente bien solo con el sonido, Bromista responde produciendo un ruido fuerte y encerrándolo en una caja de vidrio. Da la casualidad de que la caja de vidrio está diseñada para demostrar el fenómeno del backdraft. Bromista explica que hay dos escotillas para elegir para escapar, pero una introducirá suficiente oxígeno en la caja para causar una explosión de contracorriente mientras que la otra conduce a un lugar seguro. Si no hace nada, el fuego de la caja consumirá todo el oxígeno restante y se asfixiará. Nightwing podrá ver para seleccionar la trampilla correcta y, por el momento, la única forma de ver es quitarse la máscara frente a una cámara activa. Después de que Nightwing se libera de la trampa, Bromista comienza a correr mientras Nightwing lo atrapa en un bolo. Nightwing se ve obligado a cambiar sus planes nuevamente cuando la policía llega al notar, con cierta diversión, que el Bromista lleva tacones altos. Se comporta como si el Bromista (que es un criminal buscado) fuera su rehén y susurra que puede sacarlos a ambos de allí, siempre y cuando se reactive la visión de su máscara. Al lanzar una bomba de humo, Nightwing le permite al Bromista acceder a sus manos y una vez que puede ver de nuevo, le ofrece al Bromista una línea de agarre y le indica que lo espere en el techo. Luego ataca a la policía, provocando su fuego. El Bromista no tiene intención de quedarse, pero en su intento de escapar sin ser visto, inesperadamente se enfrenta con el puño de Nightwing dejándolo inconsciente.
Bromista se despierta desenmascarado y con Nightwing esperándolo con café y donas. Nightwing explica que necesita ayuda para rastrear un correo electrónico antiguo hasta su origen, lo que significa poner un pirata informático conocido frente a una computadora. Bromista acepta ayudar solo si Nightwing deja de perseguirlo. Bromista determina después de las horas de trabajo que Tony Zucco pasé dos años en una instalación correccional del estado de Illinois durante el mismo tiempo que William Cole (el hermano del alcalde Wallace Cole), lo cual es particularmente interesante ya que Zucco envió el correo electrónico desde el interior del Ayuntamiento. Esta evidencia apunta a un hombre llamado Billy Lester, cuyos registros muestran que no existió hasta hace tres años y ahora trabaja para el alcalde. El Bromista advierte que el Alcalde no es el hombre que parece ser. Habiendo obtenido la información que quería, Nightwing esposa al Bromista a una tubería y lo deja con la policía. La policía sube al techo donde Nightwing había dejado al Bromista, pero no se encuentra por ninguna parte. Solo queda su máscara como recordatorio de que todavía está ahí fuera.
Bromista reúne a un ejército de seguidores que simpatizan con su causa. Tras piratear todas las pantallas de la ciudad, Prankster afirma que el alcalde Wallace Cole no es lo que dice ser y ha estado albergando a Tony Zucco. Prankster luego toma como rehenes a un grupo de policías donde los ha estado atando a un arma automática donde si se mueven, morirán. Explica que toda esta carnicería está simplemente de acuerdo con el precedente que el alcalde Wallace Cole estableció beneficiándose mientras los inocentes sufren. Explica que si el alcalde devuelve el dinero que tomó, todos vivirán. De lo contrario, vivirán todo el tiempo que puedan quedarse quietos, desde que el Bromista le dio al alcalde por primera vez un ultimátum para devolver 52 millones de dólares de impuestos malversados o la gente de Chicago sufrirá como lo ha estado sufriendo la ciudad. De los policías que el Bromista tomó como rehén a punta de pistola, solo cinco sobreviven. Un ataque electrónico a la red de transporte sobrecargó los semáforos. Explosivos en el Navy Pier causaron una noria en llamas de causar mucho daño. Como resultado, la ciudad fue bloqueada, mientras que los manifestantes en el Ayuntamiento exigieron la devolución de su dinero. Mientras tanto, el alcalde Wallace Cole afirmó que no había hecho nada malo. El ejército de seguidores de Bromista ha estado causando estragos en Chicago. Al capturar a un seguidor de Bromista llamado Danny, Nightwing descubre dónde se puede encontrar a Bromista. El bromista aparece más tarde en la oficina del alcalde Wallace Cole, donde derriba al Alderm. Mientras Nightwing intenta llevar a Zucco a la cárcel, el hombre grita desde la parte trasera del Wingcycle que Wallace Cole se convirtió en alcalde de Chicago debido a dos eventos. La primera fue una línea de tren que él y su hermano William convencieron al Ayuntamiento de que pasara por su antiguo barrio de Pilsen. Cuando el ingeniero eléctrico del proyecto, Harold Loomis, murió en Halloween, William sufrió la caída. El caos que está causando el Bromista no se debe a que Wallace Cole le robó dinero a la Ciudad. Es porque quiere venganza. El Bromista es el hijo de Harold Loomis. Tony se había enterado porque compartía celda con William Cole, quien había recibido un recordatorio del niño del crimen que había cometido: la misma máscara que usa hoy el Bromista. No es casualidad que los crímenes del Bromista se estén cometiendo en octubre. Esta noche es Halloween y el Bromista tiene la intención de hervir las cosas esta noche. Mientras tanto, Wallace Cole profesa su inocencia al hombre que tiene como rehén a Chicago y que resulta ser Oswald Loomis. Enojado, el Bromista explica que los Coles le quitaron lo que más amaba y se beneficiaron de ello. Él está devolviendo el favor quitando lo más importante para Wallace Cole: el amor por Chicago. Al perseguir a políticos realmente corruptos al principio, el Bromista estableció una cierta confianza con la gente de Chicago de que solo apuntaba a criminales y, por lo tanto, ciertamente le creerían cuando acusara al alcalde de corrupción. Volar el tren L permitió a su gente el tiempo que necesitaban para llenar la vieja estación de Pilsen con suficientes explosivos para derrumbar el South Side. Lanzando a Wallace un control remoto, se complace en recordar que el único que puede detener la cuenta regresiva es el hombre que más odia Chicago. Mientras Wallace corre por la calle hacia la estación, el Bromista dispara, llamando la atención de los ciudadanos hacia el Alcalde. Si el alcalde incluso sobrevive a sus intentos de obtener justicia golpeándolo salvajemente, es posible que no llegue a la estación a tiempo. A toda prisa, Nightwing hace que Zucco aleje al alcalde del radio de la explosión, justo cuando siente que el Bromista vuelve a cortar los lentes de su máscara. Habiendo aprendido ya, Nightwing activa un interruptor que le permite ver de nuevo, pero cuando lo hace, el Bromista se ha ido. A pesar de ese éxito, es atacado por el Bromista momentos después de llegar a la orilla. De repente, sin embargo, se cae cuando tres disparos lo golpean en el hombro de los tres disparos del arma de Tony Zucco. Dick se siente aliviado al ver que las balas pasaron limpias y Oswald Loomis sobrevivirá. Con nostalgia, Tony Zucco explica que solo había comenzado a llevar un arma en primer lugar porque le preocupaba tener que matar a Nightwing en este encuentro. En cambio, lo había usado para ayudar al vigilante. Cuando la policía llega a la escena, Nightwing se aleja, dejando a Tony Zucco y Bromista frente a la justicia.
Durante la historia de Maldad Eterna, Bromista se encuentra entre los villanos reclutados por el Sindicato del Crimen de América para unirse a la Sociedad Secreta de Supervillanos.

## Poderes y habilidades
El Bromista tiene un arsenal de trucos que usa en sus crímenes. Gracias a la actualización de Metrópolis de Brainiac 13, el Prankster tiene un nuevo conjunto de trucos avanzados. Los trucos del Prankster incluyen: dispositivos ultrasónicos que hacen que una persona se ría incontrolablemente, zumbadores de alegría, cojines que explotan y Nano-Robots.
El Bromista usa un vehículo que le permite volar.

## Otras versiones

### Smallville
El Bromista aparece en el cómic de Smallville después de la temporada 11 de Smallville, como un arma de alquiler para InterGang, en asociación con Sr. Frío. Esta versión de Oswald Loomis es un antiguo desarrollador I + D de Industrias Queen que recurrió al crimen, mientras que también fue influenciado por las formas criminales de Winslow Schott.

## En otros medios

### Televisión
- El Bromista apareció en un episodio de la serie animada de 1967-68 The New Adventures of Superman (ahora retitulado The Superman / Aquaman Hour of Adventure) titulado "The Prankster". Su apariencia es significativamente menos llamativa que la de los cómics, ya que es retratado como un hombre de baja estatura con una nariz aguileña que lleva un sombrero holgado y que habla con una voz nasal. Cuando Superman sabotea una broma potencialmente peligrosa del Bromista al hacer que el Bromista salga de una tienda de bromas hacia un río., se enfurece, mostrando que el Bromista no es tan receptivo a ser víctima del mismo tipo de bromas prácticas que le gusta hacer a los demás. En "The Men from APE", aparece como miembro de APE (abreviatura de Allied Perpetrators of Evil) junto a Lex Luthor, Toyman y Warlock en un plan para deshacerse de Superman.
- El Bromista también apareció en el episodio de Superman de 1988 "Triple-Play", con la voz de Howard Morris. Su apariencia y modus-operandi fueron tomados directamente de los cómics. Secuestra a los Metros y Goliaths (los dos equipos de béisbol que compiten en la Serie Mundial) y los transporta a una isla inexplorada en los Mares del Sur. Su motivación para los secuestros fue que era un adicto al béisbol que culpa a Superman por enviarlo a la cárcel, por lo que no se le permitió ver béisbol, culpa a Lois Lane por escribir el artículo que lo envió a la cárcel y culpa a Jimmy Olsen por tomar las fotos. que iba con ese artículo. Ahora iba a disfrutar de la Serie Mundial para sí mismo en la soledad de la isla. El Bromista luego hace que los equipos de béisbol jueguen contra su equipo de robots, y obliga a Superman a ser el lanzador del equipo de robots amenazando con matar a la cautiva Lois Lane, Jimmy Olsen y el juez Cook (que había procedido al juicio de Bromista) si él no coopera. Apropiadamente después de ser enviado de regreso a prisión por los secuestros, el Bromista intenta preguntar sobre las noticias de la Serie Mundial donde uno de los guardias de la prisión comenta sarcásticamente "¡Lo siento Bromista! ¡No hay beisból para ti durante mucho tiempo!"
- El Bromista apareció en dos episodios de Lois & Clark: The New Adventures of Superman interpretado por Bronson Pinchot. Aquí su nombre era Kyle Griffin, un hombre que fue enviado a la cárcel cinco años antes debido a uno de los artículos de Lois Lane. Griffin es asistido por un hombre llamado Victor (interpretado por Rick Overton) que es experto en ingeniería eléctrica pero carece de gracia social, lo que explica por qué el Bromista es el único hombre que se haría amigo de él. En el primer episodio titulado "El bromista", Griffin escapa de la prisión y persigue a Lois haciéndose pasar por su admirador secreto. Se hizo referencia a la identidad del cómic del Bromista cuando Lois sospechó que el admirador era un conocido de la vieja escuela llamado Randall Loomis, quien se descarta como sospechoso cuando Lois y Clark se enteran de que ahora es un hombre rico a punto de mudarse a París con su esposa. Luego planeó capturar a Lois Lane y demostró el rayo desintegrador de Víctor en un camión cercano como parte de un complot para desintegrar el Daily Planet. Mientras Superman resistió el rayo desintegrador para salvar el Daily Planet, Lois se libera y logra someter al Bromista y a Victor justo cuando llega Superman. El Bromista y Víctor son luego arrestados por las autoridades. Más tarde regresó en "The Return of the Prankster", donde Bromista y Victor se han escapado de la prisión. Esta vez, Bromista se une a su padre Edwin Griffin (interpretado por Harold Gould), quien también fue encerrado porque Jimmy se dio cuenta de que Edwin estaba involucrado en el plan de venganza de su hijo. En la última trama de Bromista, Víctor inventa un rayo de luz (disfrazado de cámara) capaz de "congelar" a las personas en su lugar que Bromista solía escapar de la prisión donde congelaron al guardia en el lavadero. Bromista y Victor lo usan por primera vez cuando se infiltraron en el apartamento de Lois y la congelaron. Bromista luego hizo que Víctor cambiara el dispositivo al modo flash para tomar una foto de ella con Bromista estirando los labios de Lois con los dedos. Antes de que los efectos del rayo de luz desaparezcan, Bromista y Victor escapan dejando una foto de él y Lois en la mano de Lois. Mientras están en un edificio en ruinas, Bromista y Victor trabajan para actualizar el rayo de luz para congelar incluso a Superman, donde también planea usar el dispositivo para secuestrar al presidente (que estaba visitando Metrópolis en ese momento para presentar el premio por la tasa de criminalidad más baja). Víctor le da a Bromista la celda fotoconductora a pesar de la interferencia de una rata y hace que la recoja de nuevo. Con el rayo de luz mejorado, Bromista y Victor planean asaltar el Departamento de Luz y Energía de Metrópolis para obtener una microlente mientras Edwin Griffin se infiltra disfrazado de pintor para sacar al presidente de la compañía. Mientras Víctor controla todas las luces de la ciudad, Bromista luego llama a Lois Lane y le dice que tiene una "historia electrizante" de que había cerrado el aeropuerto. Cuando Lois va al Departamento de Luz y Energía de Metrópolis y encuentra a los trabajadores congelados en su lugar, Bromista estaba listo para la llegada de Lois. Bromistay Victor intentan que Lois Lane diga "Ayuda a Superman" con Prankster subiendo la presión de la caldera mientras Lois está encadenada. Superman responde a la llamada de Lois porque el dispositivo de Bromista no funciona en Superman. Bromista huye mientras Superman libera a Lois antes de que explote la caldera. Bromista luego modifica el rayo de luz para que pueda congelar a Superman. Victor le dice a Bromista que Lois podría tener algún archivo en la computadora del Daily Planet. Mientras están en su camioneta, Bromista y Victor usan el rayo de luz en un piano y una mujer con un cochecito de bebé como sujetos de prueba con Superman logrando salvar a la mujer y a su bebé antes de que el piano les caiga encima. Bromista y Victor luego se infiltran en el Daily Planet y congelan a todos en su lugar para que Prankster pueda hackear la computadora de Lois Lane para encontrar información sobre Superman. En su escondite, Bromista y Victor encuentran la información donde Superman fue cegado temporalmente por el rayo de luz ultravioleta del Dr. Neal Faraday, lo que hizo que Bromista encontrara una manera de fortalecer el rayo de luz para congelar a Superman. Al conectarse a las líneas telefónicas, Prankster y Victor se disfrazan de camareros para congelar a Lois Lane. Bromista luego llama a Clark Kent para decirle a Superman que puede encontrarlo a él y a Lois Lane en el ático de Lakeside Tower. Cuando Superman llega y encuentra a Prankster, Victor y Lois jugando a Pinochle, Bromista logra congelar con éxito a Superman en su lugar y empujar su cuerpo congelado por el balcón donde Superman aterriza en el quiosco. Bromista luego empuja a Lois por el balcón donde Superman se mueve a tiempo para atraparla. Bobby Bigmouth les dice a Lois y Clark dónde está el escondite de Bromista, donde encuentran un mapa de la ruta utilizada por la caravana del presidente. Bromista, Víctor y Edwin bloquean la caravana donde usan el rayo de luz en su camioneta para congelar a Lois y a todos los demás para que puedan secuestrar al presidente. Usando lentes de contacto rojos especiales creados por el profesor Hamilton, Superman logra esconderse en la limusina del presidente y engañar a Bromista y Víctor pretendiendo estar congelado en su lugar. Bromista luego se congela en su lugar cuando sus contactos son eliminados. Bromista y Víctor son arrestados por el Servicio Secreto cuando Edwin afirma que debería haber tenido una hija.
- Oswald Loomis apareció en el episodio de The Flash, "Going Rogue", interpretado por Jesse Reid, como un patrón de Jitters, una cafetería de Ciudad Central